# Barkla (cráter)
Barkla es un cráter de impacto que se encuentra cerca de la extremidad oriental de la Luna. Está situado al este del prominente  cráter Langrenus, y fue designado anteriormente como Langrenus A antes de ser renombrado por la Unión Astronómica Internacional en 1979. Al este de Barkla aparece el cráter Kapteyn de tamaño similar; y al suroeste se sitúa Lamé, una formación algo mayor.

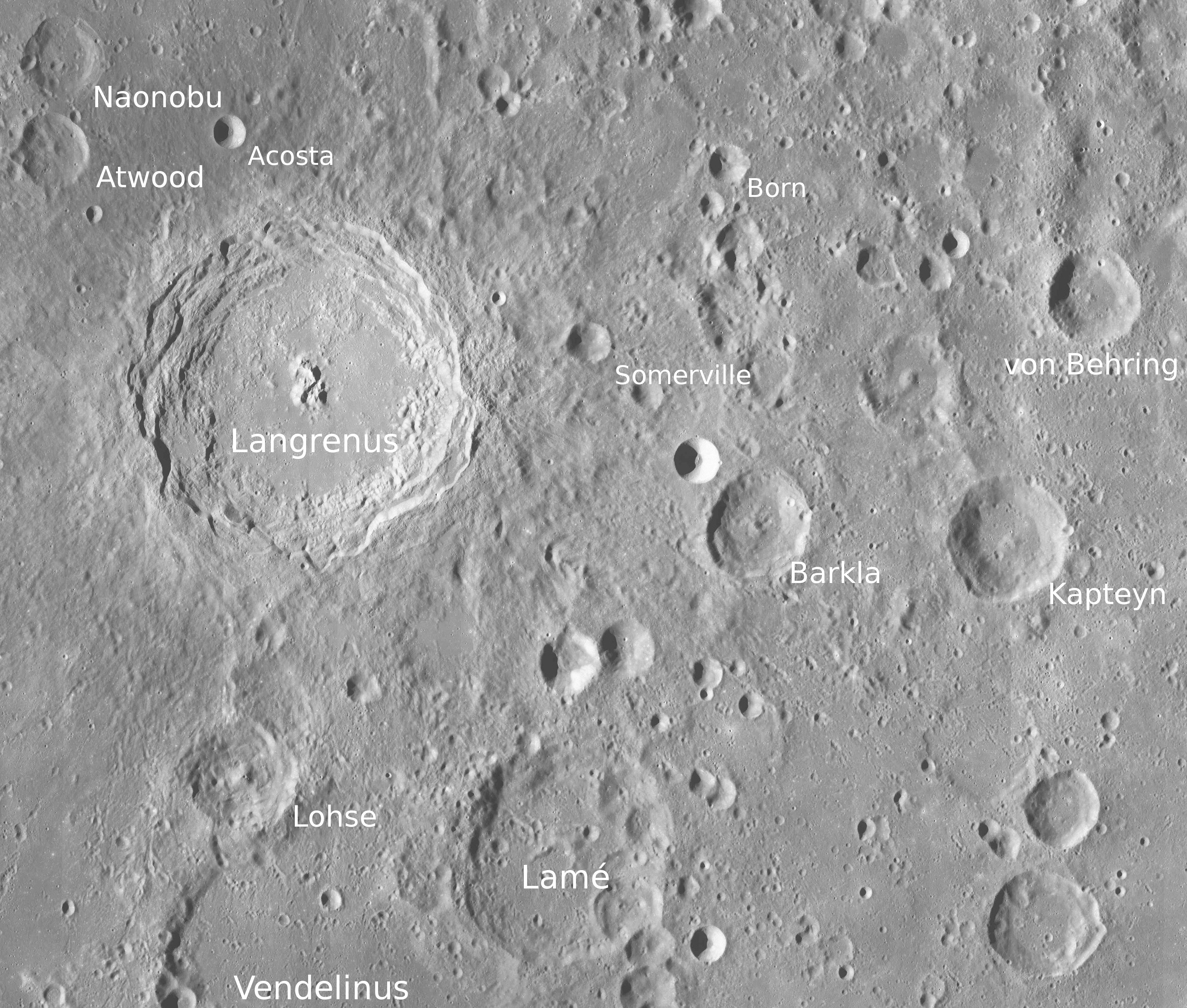
Fotografía de la misión Lunar Reconnaissance Orbiter

El borde de Barkla es casi circular, aunque ligeramente alargado hacia el noreste y suroeste. La pared muestra poca aparición de erosión por impactos posteriores, y no está cubierta por ningún cráter secundario. En el punto medio del fondo aparece un pico central, que se une a una cresta baja orientada desde el sur hacia el noreste, terminando en fondo de bikini.